# Ett andetag från dig
Ett andetag från dig är Uno Svenningssons femte studioalbum som soloartist och släpptes 2004 på Bolero Records. Svenningsson producerade själv albumet.

## Låtlista
1. Du är fantastisk - 3.46
2. Andas genom mig - 3.52
3. Årets sista dag - 4.30
4. När lugnet blev en sensation  - 4.30
5. Jag hör musiken igen - 3.44
6. Vägen som kallar - 4.06
7. Hoppas att du - 4.26
8. Glad att du är här − 4.05
9. Inget regn utan en himmel - 3.57
10. Ett andetag från dig - 3.43

## Singlar som släpptes i samband med detta album
- Andas genom mig (Radiosingel)
- Du är fantastisk (Radiosingel)
- Årets sista dag (Radiosingel)

## Listplaceringar
| Lista (2004-2005) | Topplacering |
| ----------------- | ------------ |
| Sverige           | 4            |